# Bersi Össursson
Bersi Össursson (n. 910) fue un vikingo y bóndi de Bessastaðir, Gullbringusýsla en Islandia. Era hijo de Össur Brynjólfsson. Bersi es un personaje citado en la saga Fljótsdæla, saga de Njál, y saga de Gísla Súrssonar.